# Kaspische Zee
De Kaspische Zee (Perzisch: دریای مازندران; Daryâ-ye Mâzandarân; "Zee van Mazandaran", Russisch: Каспийское море; Kaspiejskoje more) is een door land omsloten zoutmeer op de grens van Europa en Azië. Met zijn oppervlakte van 371.000 km² is ze het grootste meer van de wereld. Vanwege deze grootte en het zoute water wordt het meer getypeerd als een zee. Door de oude kustbewoners werd het beschouwd als een oceaan, mogelijk vanwege het zoutgehalte en de ogenschijnlijke grenzeloosheid. Er zijn geen uitstromende wateren uit de Kaspische Zee, daarom is het een endoreïsch bekken. De zee is vernoemd naar de Kaspiërs.
De voornaamste rivieren die de zee voeden zijn de Wolga, de Oeral, de Terek en de Koera. Per jaar voeren deze zo'n 350 km³ zoet water af naar de zee. De Wolga levert met 80% hiervan het grootste deel. Omdat er geen uitgaande rivieren zijn maar er veel water verdampt, stijgt geleidelijk het zoutgehalte van het water. De saliniteit (het zoutgehalte) bedraagt ongeveer 1,2%, iets meer dan een derde van het gemiddelde zoutgehalte van de oceanen (3,5%). In het noorden, waar de meeste rivieren in de zee uitmonden, is de saliniteit ongeveer de helft van het gemiddelde.
Het oppervlak van de Kaspische Zee is iets kleiner dan de Zwarte Zee, maar de zee is veel minder diep. De zee bevat ongeveer 77.000 km³ water, veel minder dan de ruim 500.000 km³ van de Zwarte Zee. De zee is het diepst, maximaal 1000 meter, in het zuidelijke deel en het noordelijke bekken is op de meeste plaatsen zeer ondiep, tussen 4 en 25 meter. De beide bekkens worden gescheiden door een ondieper gedeelte dat de verbinding vormt tussen de schiereilanden Apsjeron (Azerbeidzjan) en Tsjeleken (Turkmenistan). Tot de zee behoort  de nagenoeg afgesloten inham Garabogazköl in Turkmenistan.
De Kaspische Zee ligt in 2008 circa 28 meter onder de zeespiegel en daarmee ligt een groot deel van het kustgebied, waaronder de Kaspische Laagte, eveneens onder zeeniveau. Het waterpeil is geen constante: Rond het begin van Christelijke jaartelling lag het ongeveer acht meter lager dan rond 1975 en in de 13e eeuw was het acht meter hoger. Het waterniveau is sinds 1990 met enkele centimeters per jaar afgenomen door de geringe hoeveelheid neerslag en stuwdammen die de watertoevoer vanuit de Wolga belemmeren. Volgens wetenschappers zal dit proces zich versnellen en zal het waterniveau met negen tot achttien meter dalen tussen 2020 en het jaar 2100. Bij een daling van 18 meter verliest de zee meer dan een derde van haar oppervlak, waarbij vooral het ondiepe, noordelijke deel droog zal vallen.
In het noorden van de zee heerst een landklimaat met koude winters en in het zuiden een subtropisch klimaat met een mediterraan karakter. Dit laatste resulteert in warme droge zomers en milde winters. In de winter zijn stormen niet ongebruikelijk en het noordelijk deel van de zee vriest dan dicht. De heersende noordenwind voert in de winter en voorjaar ijs naar het zuiden. De zomers zijn warm met weinig wind.

## Economische betekenis
De zee is rijk aan olievoorraden (wat door de economische belangen de vaststelling van de zeegrenzen tussen de verschillende landen bemoeilijkt). Azerbeidzjan is een van de oudste olievindplaatsen en de winning van olie en aardgas verschuift naar offshore-velden.
Op 9 maart 1916 kende de Perzische eerste minister Sepahdar (Mohammad Vali Khan Tonekaboni) een olieconcessie toe aan de Russische zakenman Akaki Chosjtaria in de vijf noordelijke provincies Azerbeidzjan, Khorasan, Gilan, Mazandaran en Golestan. Die concessie werd nooit door het parlement geratificeerd, en in de nasleep van de Russische Revolutie annuleerde de regering haar. Chosjtaria verkocht toen zijn rechten aan de Anglo-Persian Oil Company (APOC), het latere BP. Die ondervond concurrentie van de Amerikaanse firma's Standard Oil en de Sinclair Oil Corporation.
Vanaf de jaren 1940 begon de Sovjet-Unie met offshore-exploitatie voor de kust van Bakoe. Iran betwistte die activiteiten niet en verloor daarmee een deel van zijn aanspraak op de velden ten noorden van de verbindingslijn Astari-Hassanqoli, een tijdlang de de facto grens tussen de invloedssferen van de Sovjet-Unie en Iran in de Kaspische Zee.
Het Azeri-Chirag-Guneshli-olieveld ligt 120 kilometer ten oosten van Bakoe en behoort tot de grootste olievelden van het land. In het noorden bij Kazachstan ligt het nog grotere Kashagan olieveld. De oliewinning wordt gezien als een bedreiging voor het milieu. Tevens is de zee een vindplaats van carnalliet, een grondstof die gebruikt wordt voor de productie van magnesium. Verder brengt de steurenpopulatie kaviaar voort en komt de bedreigde Kaspische rob er nog voor.
De voornaamste havenstad is Bakoe in Azerbeidzjan en andere belangrijke havens zijn onder andere:
- Aqtau in Kazachstan
- Astara in Iran
- Astrachan in Rusland
- Machatsjkala in Rusland (Dagestan)
- Türkmenbaşy in Turkmenistan (tot 1993 bekend onder de naam Krasnovodsk, zoals ze door de Russen, die haar gesticht hebben, werd genoemd)

## Internationaal recht
In moderne tijden zijn de Perzisch-Russische verdragen van de 18de-19de eeuw de oudste bepalingen van het rechtsstatuut van de Kaspische Zee (Verdrag van Sint-Petersburg 1723, Verdrag van Rasht 1729, Verdrag van Golestan 1813, Verdrag van Turkomanchai 1828). Geen van deze verdragen bevatten zeegrenzen, al hebben sommigen geprobeerd de oostelijke kustgrenslijnen van de verdragen van 1881 en 1893 door te trekken in de zee.
In 1921 sloot de Russische Sovjetrepubliek een Verdrag over Vriendschap en Samenwerking met Perzië; dit werd gevolgd door een reeks bilaterale overeenkomsten tussen de Sovjet-Unie en Iran tot in 1940. De provisies van die verdragen, die tot voor kort van kracht bleven, vertoonden veel leemtes, waren gedeeltelijk achterhaald en ongeschikt voor de nieuwe politieke, economische en milieutechnische vraagstukken. Bovendien weigerden na het uiteenvallen van de Sovjet-Unie in 1991 de opvolgerstaten Azerbeidzjan, Turkmenistan en Kazakhstan de verdragen te erkennen.
Op 12 augustus 2018 werd aangekondigd dat de vijf oeverstaten Rusland, Iran, Kazachstan, Azerbeidzjan en Turkmenistan na een week overleg in de stad Aqtau (Kazachstan) een akkoord hadden bereikt over een wettelijk kader voor de territoriale rechten van de oeverstaten, en met name de verdeling van de zee- en bodemrijkdommen. Een wettelijk kader ontbrak sedert het uiteenvallen van de Sovjet-Unie. Het verdrag geeft de Kaspische Zee, ze is zee noch meer, een speciaal statuut, omdat geen verdragen inzake internationale of binnenwateren van toepassing zijn. De territoriale wateren gaan zich volgens het akkoord uitstrekken over 15 mijl buiten de kust, met daarenboven nog eens 10 zeemijl visgronden. Vanaf daar zou de Kaspische Zee een gemeenschappelijk water worden. Over veel details moet later nog onderhandeld worden. De vijf oeverstaten kwamen wel overeen alle militaire aanwezigheid van derde landen in de Kaspische Zee uit te sluiten.

## Vervuiling
Sinds het midden van de 20ste eeuw bestaat onderzoek naar de vervuiling van de Kaspische Zee, oorspronkelijk vooral naar koolwaterstoffen uit petroleum. Vanaf het einde van de jaren 1970 mat en bestudeerde de Sovjet-Unie systematisch de dynamiek van vervuilende stoffen in de kustgebieden en in de open zee. De belangrijkste oorzaken van vervuiling zijn aanvoer door rivieren, ontginning van olie en gas, lozing van industrieel en huishoudelijk afvalwater en vast afval, en het baggeren en storten van bodemspecie.
Zones van hoge concentraties koolwaterstoffen in het noordelijk deel van de zee zijn de ondiepe gebieden nabij de delta van de Wolga en in het westen. In de loop van de periode 1978-2004 verminderde gestaag de aanvankelijk hoge concentratie fenolen en detergenten. Nabij de monding van de rivieren de Wolga, de Terek en de Soelak bevond zich een hoge concentratie ammonium. De belangrijkste gechloreerde pesticide was DDT (31 ng/l), maar ook daarvan verminderde de concentratie sterk tussen de jaren 1980 en de jaren 1990, om vanaf 1992 onmeetbaar te worden.
Gegevens over de vervuiling van het zuidelijk deel van de zee zijn afkomstig van de Academie voor Wetenschappen van Azerbeidzjan. Daar is de petroleumvervuiling beduidend sterker in het oosten dan in het westen, met gemiddelde winterconcentraties van respectievelijk 0,19 en 0,15 mg/l. Andere probleemstoffen zijn fenolen en detergenten in de bovenste waterlagen. Over het algemeen geldt de zuidelijke Kaspische Zee als sterk vervuild.

## Historische vermeldingen
- In de Veda's wordt de Kaspische Zee ook wel Kashyapa Mira genoemd. (De zee van Kasyapa: een beroemde Rishi)
- De oude Grieken noemden de zee de Hyrcanische Zee. Deze naam verwijst naar de historische regio Hyrcanië.

## Eilanden
- Tjoeleni is een eiland in het noordwesten van de Kaspische Zee;
- de Tjoeleni-eilanden zijn een archipel van 5 eilanden in het noordoosten van de Kaspische Zee.